# Siorapaluk
Siorapaluk (o Hiurapaluk) è un piccolo villaggio della Groenlandia di 68 abitanti (2010). Si affaccia a sud sullo Stretto di Nares ed è poco a sud-est di Capo Alexander; si trova a meno di 1400 km dal Polo nord; appartiene al comune di Avannaata.
È il villaggio permanente abitato da nativi più a nord del mondo, nonché uno degli insediamenti abitati più a nord del mondo.
La caccia è la principale attività: si trovano in questa zona numerosi gazze marine minori, volpi, lepri artiche, foche e trichechi. Tra i servizi presenti, vi sono una scuola, una chiesa, un negozio e una piccola biblioteca; un medico e un dentista vengono periodicamente a visitare la popolazione. Vi sono una centrale elettrica, radio e trasmissioni TV satellitari.
Molti abitanti sono i diretti discendenti della migrazione di inuit dal Canada del XIX secolo; parlano, oltre al Kalaallisut, l'Inuktun, un dialetto tipico di queste zone.

## Eliporto
A Siorapaluk è presente un eliporto (codice IATA: SRK, ICAO: BGSI), e si possono richiedere voli Air Greenland tra Siorapaluk e Qaanaaq.